# Saskatchewan Highway 10
Der Saskatchewan Highway 10 befindet sich in der kanadischen Provinz Saskatchewan, er hat eine Länge von 219 km. Er zweigt in Balgonie vom Trans-Canada Highway in nordöstlicher Richtung ab und endet an der Grenze zu Manitoba. Der Abschnitt zwischen Balgonie und Yorkton gehört zum kanadischen National Highway System.

## Streckenführung
Der Highway beginnt in Balgonie, einer Kleinstadt östlich von Regina, und verläuft nach Nordosten nach Fort Qu'Appelle. Die Route verläuft weiter nordöstlich nach Yorkton und kreuzt dort den Yellowhead Highway. Von dort aus schwenkt die Strecke nach Osten und endet an der Grenze zu Manitoba östlich von Wroxton.

## Geschichte
Der Highway 10 wird schon in den ersten offiziellen Highwaykarten der Provinz Saskatchewan dargestellt. Das westliche Ende des Highways lag in Fort Qu'Appelle, der Streckenverlauf entsprach dem heutigen Verlauf bis Wroxton. Lediglich im östlich von Wroxton bog Highway 10 nach Südosten ab, um dann bei MacNutt die Grenze zu Manitoba zu queren.